# Nagrada August Šenoa
Nagrada August Šenoa, godišnja je nagrada Matice hrvatske za književnost i umjetnost, utemeljena 1999. godine.

## Dosadašnji dobitnici i dobitnice
- 1999.: Dražen Katunarić, Lijepak za slavuja (Matica hrvatska, Zagreb, 1998.)[1]
- 2000.: Nikica Petrak, Razmicanje paučine: čitanka (Matica hrvatska, Zagreb, 1999.)[1]
- 2001.: Željko Ivanjek, Mali rječnik romantizma: pogled s otoka (ArTrezor naklada, Zagreb, 2001.)[2]
- 2002.: Miljenko Jergović, Buick Rivera, novela (Durieux, Zagreb, 2002.)[1]
- 2003.: Renato Baretić, Osmi povjerenik (AGM, Zagreb, 2003.)[1]
- 2004.: Mate Ganza, Most s putnikom (Matica hrvatska, Zagreb, 2004.)[1]
- 2005.: Slobodan Novak, Pristajanje (Naklada Ljevak, Zagreb, 2005.)[1]
- 2006.: Veljko Barbieri, Dioklecijan (Profil, Zagreb, 2006.)[1]
- 2007.: Mirko Kovač, Grad u zrcalu (Fraktura, Zaprešić, 2007.)[1]
- 2008.: fra Bernardin Škunca, Mirotvorac u Bolonji (Alfa, Zagreb, 2008.)[1]
- 2009.: Ivan Aralica, Život nastanjen sjenama (Znanje, Zagreb 2009.)[3]
- 2010.:
- 2011.: Slobodan Novak, Sabrana djela[4] (Matica hrvatska, Zagreb, 2009. – 2011.)